# Безовиця (Копер)
Безовиця (словен. Bezovica) — поселення в общині Копер, Регіон Обално-крашка, Словенія. Висота над рівнем моря: 184,5 м.